# Rudolf Förster (Autor)
Rudolf Förster (* 9. Oktober 1926 in Bad Schwarzbach, Schlesien, dem heutigen Czerniawa-Zdrój; † 20. Februar 2017 in Dresden) war ein DDR-Fernsehspielautor und als Historiker langjähriger Direktor des Dresdner Stadtmuseums.

## Leben
Förster wurde 1926 im schlesischen Bad Schwarzbach als Sohn eines Buchhalters geboren. Da der Vater arbeitslos wurde, zog die Familie nach Sachsen, wo Förster die Oberschule besuchte und kurz danach zur Wehrmacht eingezogen wurde. Nach dem Krieg verdiente er sein Geld als Landarbeiter, Gärtnergehilfe und in Hannover als Akkordarbeiter. Dort entwickelte sich sein politisches Bewusstsein als Gewerkschaftsmitglied und Betriebsvertrauensmann. Sein Engagement in der später verbotenen Kommunistischen Partei Deutschlands führte zu seiner Entlassung. Förster kehrte 1946 nach Sachsen in die Sowjetische Besatzungszone zurück und schloss sich der neu gegründeten Sozialistischen Einheitspartei Deutschlands an. Neben dem Besuch gesellschaftlicher Schulen wirkte er als Funktionär der Freien Deutschen Jugend und lehrte danach als Dozent an Fach- und Ingenieurschulen. Förster leitete auch die Redaktion einer pädagogischen Zeitschrift und bereitete sich nebenher in einem Fernstudium auf das Staatsexamen an der Juristischen Fakultät der Deutschen Akademie für Staats- und Rechtswissenschaft (DASR) „Walter Ulbricht“ vor. Die staatlich verordnete Kulturarbeit leistete er zeitweise für das VEB Reifenwerk Fürstenwalde.
Förster schrieb Kurzgeschichten und Reportagen und war seit Ende der fünfziger Jahre als Autor von Theaterstücken sowie Fernsehspielen, sogenannten „Gegenwartsspielen“, und szenischen Reportagen erfolgreich. Sein Zweiteiler Die Vormanns und ihre Freunde, der sich um die Familie eines Reifenwerkarbeiters rankt, war gewissermaßen das ostdeutsche Pendant zu der westdeutschen Serie Familie Schölermann.
Am 1. Januar 1966 wurde er zum Direktor des Instituts und Museums für Geschichte der Stadt Dresden ernannt. In der Funktion als Obermuseumsrat und Stadtdirektor verlegte Förster Ende der sechziger Jahre seinen publizistischen Schwerpunkt auf die Geschichte der Stadt Dresden, der er zahlreiche Bücher widmete. 1973 promovierte er mit der Arbeit Die museumsspezifische und publizistische Darstellung der örtlichen Geschichte als Beitrag zur Herausbildung und Festigung des sozialistischen Geschichtsbewußtseins. Untersucht und dargestellt am Beispiel des Aufbaus und der Wirksamkeit des Instituts und Museums für Geschichte der Stadt Dresden an der Pädagogischen Hochschule, Fakultät für Gesellschafts-, Sprach- und Kunstwissenschaft, in Dresden. Als Vertreter einer „parteilichen, stärker quellenorientierten und differenzierenden marxistisch-leninistischen Geschichtswissenschaft“ arbeitete Förster lange Jahre als wissenschaftlicher Berater des internationalen Museumsrats der UNESCO und war dort Mitglied in einer internationalen Arbeitsgruppe zur Weiterentwicklung von Stadtmuseen.
Er wurde außerdem für dresdenspezifische Buchproduktionen als Gutachter herangezogen.
Rudolf Förster starb am 20. Februar 2017 in Dresden.

## Werke

### Fernsehspiele
- 1958: Abgeordneter Willy Jung (Deutscher Fernsehfunk, 13. November 1958)
- 1959: Nur zehn Minuten (Deutscher Fernsehfunk, 2. April 1959)
- 1959: Der Plan des Herrn Dobschinski (Deutscher Fernsehfunk, [vor dem 13.] Mai 1959)
- 1959: Die Vormanns und ihre Freunde (Deutscher Fernsehfunk, Teil 1 Der Mensch neben dir: 30. Dezember 1959, Teil 2 Die Privatangelegenheit: 26. Januar 1960)

### Theaterstücke
- 1962: Zusammen mit Helmut Preißler: Die Ernte reift an der Oder. Ein festliches Spiel in Liedern, Szenen und Gedichten aus der jüngsten Geschichte des Oderbezirks. Mit Grafiken von Sepp Womser. Herausgegeben vom Rat des Bezirks Frankfurt (Oder). (Auszüge in: Neue Deutsche Literatur. Monatsschrift für schöne Literatur und Kritik, Heft 6/1962, Aufbau Verlag, Berlin, S. 46–57.)
- 1963: Zusammen mit Helmut Preißler: Hoffnung für die Liebe. Neue deutsche Literatur. Monatsschrift für schöne Literatur und Kritik, Heft 6/1963, Aufbau Verlag, Berlin, S. 59–65.

### Sachbücher
- 1962: Selbst aufgeschrieben. Ergebnisse des Schaffens der schreibenden Arbeiter im Bezirk Frankfurt (Oder). Herausgegeben und mit einem Nachwort versehen von Rudolf Förster und Helmut Preißler. Rat des Bezirkes Frankfurt (Oder), Freier Deutscher Gewerkschaftsbund, Frankfurt (Oder).
- 1969: Zusammen mit Heinz Nicolaus, Rolf Otte, Erika Pögelt: Kleine Dresden-Chronik 1949–1969. Institut und Museum für Geschichte der Stadt Dresden, Dresden.
- 1971: Zusammen mit Sieglinde Nickel, Heinz Nicolaus, Erika Pögelt: Kleine Dresden-Chronik 1945–1949. Institut und Museum für Geschichte der Stadt Dresden, Dresden.
- 1971: Das Museum für Geschichte der Stadt Dresden. Institut und Museum für Geschichte der Stadt Dresden, Dresden.
- 1973: Die museumsspezifische und publizistische Darstellung der örtlichen Geschichte als Beitrag zur Herausbildung und Festigung des sozialistischen Geschichtsbewußtseins. Untersucht und dargestellt am Beispiel des Aufbaus und der Wirksamkeit des Instituts und Museums für Geschichte der Stadt Dresden. Pädagogische Hochschule, Fakultät für Gesellschafts-, Sprach- und Kunstwissenschaft, Dresden (Dissertation A).
- 1974: Das regionalgeschichtliche Museum. Erfahrungen und Lehren aus dem Aufbau und der Wirksamkeit des Instituts und Museums für Geschichte der Stadt Dresden, Berlin (= Institut für Museumswesen, Schriftenreihe, Band 4).
- 1974: Bildung im Geschichtsmuseum, Bildungsjahr 1974/75. Eigenverlag, Dresden.
- 1974: Voraussetzungen und Möglichkeiten für die Entwicklung sozialistischer Geschichts- und Heimatmuseen. In: Neue Museumskunde, 17. Jahrgang/1974, Deutscher Verlag der Wissenschaften, Berlin.
- 1982: Dresden in alten Ansichten. Europäische Bibliothek, Zaltbommel.
- 1983: Zusammen mit Heinz Jahn u. a.: 750 Jahre Wildenfels, Kreis Zwickau. 1233–1983. Rat der Gemeinde Wildenfels, Festkomitee der Stadt Wildenfels.
- 1984: Zusammen mit Fritz Kriegenherdt, Sieglinde Nickel, Horst Schneider, Helfried Wehner, Roland Zeise: Dresden. Geschichte der Stadt in Wort und Bild. VEB Deutscher Verlag der Wissenschaften, Berlin.
- 1985: Dresden. Eine Chronik in Daten. Teil 3: Von 1945 bis 1949. Institut und Museum für Geschichte der Stadt Dresden, Dresden.
- 1985: Vom kulturellen Anfang im Raum Dresden nach der Befreiung vom Hitlerfaschismus. Rat des Bezirks Dresden, Abteilung Kultur, Kulturakademie des Bezirks Dresden (= Dresdner Hefte, Band 6).
- 1987: Dresden. Eine Chronik in Daten. Teil 4: Von 1949 bis 1961. Institut und Museum für Geschichte der Stadt Dresden, Dresden.
- 1988: Dresden. Eine Chronik in Daten. Teil 5: Von 1961 bis 1971. Institut und Museum für Geschichte der Stadt Dresden, Dresden.
- 1988: Damals in Dresden. Porträt einer Stadt um 1900. VEB Deutscher Verlag der Wissenschaften, Berlin.
- 1990: Spaziergang durch das historische Dresden. Begegnungen mit der Geschichte der Altstadt. Deutscher Verlag der Wissenschaften GmbH, Berlin.